# Луково (Болгарія)
Лу́ково (болг. Луково) — село в Софійській області Болгарії. Входить до складу общини Своге.

## Населення
За даними перепису населення 2011 року у селі проживали 289 осіб.
Національний склад населення села:
| Національність   | Кількість осіб | Відсоток |
| ---------------- | -------------- | -------- |
| болгари          | 280            | 98,6%    |
| інша             | 3              | 1,1%     |
| Всього відповіли | 284            |          |

Розподіл населення за віком у 2011 році:
Динаміка населення: